# CoroCoro Comic
CoroCoro Comic (月刊コロコロコミック Gekkan Koro Koro Komikku) és una revista mensual de manga japonesa publicada per Shogakukan, creada el 15 de maig de 1977. La seua audiència principal són xiquets en edat primària, més joves que els lectors del manga shōnen. Algunes de les seues publicacions, com ara Doraemon i la sèrie de jocs Pokémon, han esdevingut fenòmens culturals al Japó.
El nom prové d'una onomatopeia: korokoro (ころころ), que significa "rodar" i també representa quelcom esfèric, gros o petit, perquè suposadament als xiquets els agraden aquestes coses. La revista té una mida A5, aproximadament uns 6 cm de gruix i cada número té 750 pàgines. CoroCoro Comic s'estrena mensualment amb nous números el dia 15 de cada mes (o abans si el dia 15 cau en cap de setmana).
CoroCoro Comic va vendre 400 milions d'exemplars a l'abril de 2017, cosa que la converteix en una de les revistes de còmics/manga més venudes. La revista té tres germanes: Bessatsu CoroCoro Comic (別冊コロコロコミック), CoroCoro Ichiban! (コロコロイチバン) i CoroCoro Aniki (コロコロアニキ). Bessatsu i Ichibian! es publiquen bimensualment, mentre que Aniki, dirigit a un públic més adult, es publica cada trimestre.
El 20 de novembre de 2020, el dissenyador de portades de CoroCoro Comic, Tariji Sasaki, va ser reconegut per Guinness World Records com el dissenyador de portades més longeu d'una revista infantil.

## Història
La revista es va publicar per primera vegada el 1977 com a revista per a Doraemon, un dels manga més populars del Japó. Abans, Doraemon havia estat publicat en 6 revistes de Shogakukan diferents dirigides a estudiants de 6 graus de primària, que ara tenien públic objectiu més gran. Al principi recollia històries de Doraemon d'aquestes revistes. Va celebrar el seu 30è aniversari el 2007 amb una exposició al Museu Internacional del Manga de Kyoto.

## Publicitat
CoroCoro promou regularment joguines i videojocs relacionats amb les seues franquícies de manga, publicant històries i articles que els presenten. El gran èxit de Pocket Monsters/Pokémon al Japó es deu en certa manera; el joc de Game Boy Pocket Monsters Blue es va vendre exclusivament a través de la revista al principi, cosa que va ajudar també a les vendes de la publicació. CoroCoro també és sovint una font d'informació sobre futurs jocs i pel·lícules de Pokémon.